# Das Präsidium (Frankfurt)

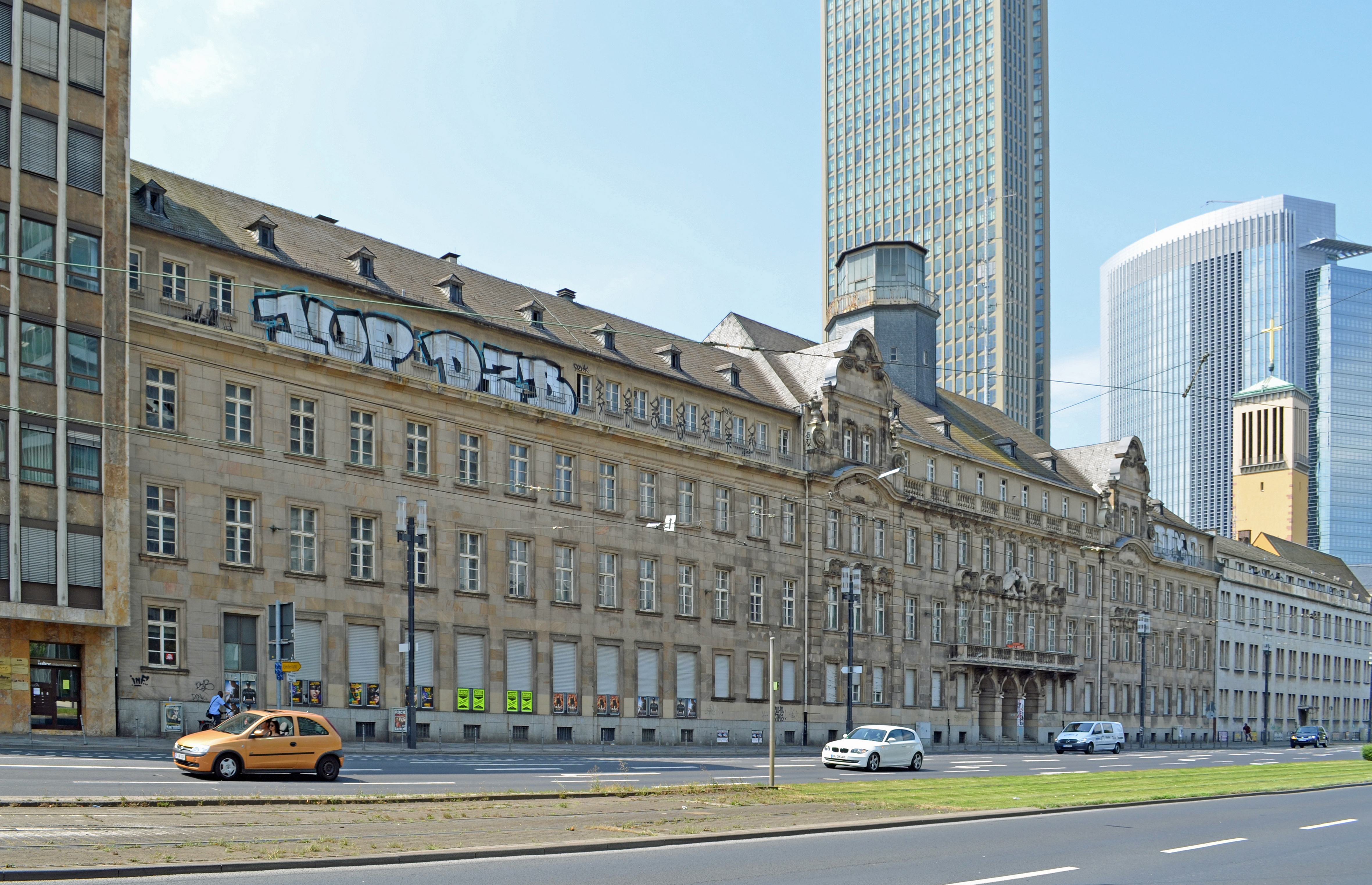
Altes Polizeipräsidium – Hier entsteht das neue Bauensemble unter Einbeziehung der alten Bausubstanz (2014)

Das Präsidium ist ein geplanter Hochhausneubau mit Nebengebäuden auf dem Gelände des Alten Polizeipräsidiums an der Friedrich-Ebert-Anlage in Frankfurt am Main. Zentrum des neuen Ensembles bildet ein 175 Meter hoher Turm mit gemischter Nutzung.

## Architektur und Bau
Der Hochhausneubau entsteht auf dem Gelände des Alten Polizeipräsidiums mit seinem 15.000 Quadratmeter umfassenden Grundstück. Aus dem im Sommer 2020 durchgeführten Architekturwettbewerb ging der Entwurf von Meixner Schlüter Wendt Architekten als Sieger hervor. Der Entwurf sieht die Gestaltung eines 175 Meter hohen Turms mit angeschrägter Spitze, markanter Glasfassade und leichtem Versatz in der unteren Gebäudehälfte vor.
Der 48-geschossige Bau ist als Hochhaus mit gemischter Nutzung vorgesehen und soll neben Arbeits- und Wohnflächen auch über ein Hotel und eine Skybar/-restaurant verfügen.
Neben dem Hochhausneubau sollen in den angrenzenden Neubauten und mit dem Umbau des denkmalgeschützten ehemaligen Polizeipräsidiums weitere Wohnungs- sowie Büroflächen entstehen. 30 Prozent der Wohnungen sollen als geförderter Wohnungsbau entstehen. Auf dem Gelände ist auch der Bau einer Kindertagesstätte vorgesehen.
Insgesamt sollen rund 800 Millionen Euro bis zum Jahr 2026 investiert werden.